# International Day Against Homophobia, Transphobia and Biphobia
Den Internationale dag mod homofobi, transfobi og bifobi (IDAHOT; engelsk: International Day Against Homophobia, Transphobia and Biphobia)   afholdes hvert år den 17. maj for at koordinere internationale begivenheder og øge opmærksomheden på overtrædelse af  LGBTrettigheder og stimulere interessen for  LGBT-rettigheder globalt. 